# راندي غريغ (موسيقي)
راندي غريغ (بالإنجليزية: Randy Gregg)‏ هو موسيقي أمريكي، ولد في 8 نوفمبر 1969 في نيويورك في الولايات المتحدة.